# Christian Dietrich (Geistlicher)
Christian Dietrich (* 8. April 1844 in Gschwend bei Gaildorf; † 22. Februar 1919 in Stuttgart) war von 1897 bis 1919 Leiter des schwäbischen Altpietismus.
Als Lehrer und Rektor war Dietrich vielfältig engagiert neben seinem Beruf durch Vereinsarbeit (Verein evangelischer Lehrer) und Publikationen (Philadelphiablatt) sowie weitreichenden persönlichen Beziehungen.

## Leben
Mit acht Jahren zog Christian Dietrich zu seinem Onkel (Christian Dietrich), der als Lehrer in Hornberg an der Jagst tätig war. Dietrich wurde im 18. Lebensjahr mit klarer Entschiedenheit und voller Hingabe ein Jünger Jesu.
Ab 1865 arbeitete er als Lehrer in die Hayersche Privat-Elementarschule in Stuttgart. Im gleichen Jahr gründete er den „Verein christlicher Lehrgehilfen“, (ab 1870 „Verein evangelischer Lehrer in Württemberg“ genannt).
Ab 1897 war Dietrich Vorsitzender des Württembergischen Verbandes der altpietistischen Gemeinschaften und ab 1905 leitete er die Stuttgarter Gemeinschaft. Ab 1890 war er Geschäftsführer des „Deutschen Komitees für evangelische Gemeinschaftspflege“ (1894 zum „Deutschen Komitee für Gemeinschaftspflege und Evangelisation“ erweitert und Umbildung 1900 zum „Deutschen Philadelphiaverein“).
Unter seiner Leitung wurde 1914–1916 das Haus Schönblick – Christliches Gästezentrum gegründet.
Mit seiner Frau Lydia (geb. Irion) hatte er zwölf Kinder (vier Söhne und acht Töchter). Obwohl die älteste Tochter Amalie berichtet: „Oft war es ihm fast unmöglich, Zeit und Kraft zu all seinen Pflichten und Aufgaben zu gewinnen“ scheint er dennoch sorgsam für das Wohl seiner Familie gesorgt zu haben.
„Rektor Dietrich war ein Freund der äußeren Mission, obgleich seine Hauptaufgabe nicht auf dem Heidenmissionsfeld, sondern in der Heimat lag“ so stellte Missionsdirektor Dipper von der Basler Mission fest, als Christian Dietrich im Jahr 1919 in Stuttgart starb.

Die Wirkungsgeschichte des Lebens von Christian Dietrich wird im Wesentlichen deutlich in seiner Arbeit als Lehrer (zunächst Lehrer, dann von 1896 bis 1917 Rektor am Evangelischen Töchterinstitut), als Vorsitzender des Württembergischen Verbandes der altpietistischen Gemeinschaften, als Schriftleiter des Philadelphiablattes (1891–1919), sowie in Familie und als Leiter der Stuttgarter Gemeinschaft.

## Kirchlicher Glaube und Engagement

### Grundanliegen zur Mission
Für Christian Dietrich war das primäre Anliegen die Gemeinschaftspflege. Die Gemeinschaft unter dem Wort Gottes war ergänzt durch gegenseitige Motivation zur Heiligung und auf die sehnsuchtsvolle Erwartung des Kommens Jesu Christi ausgerichtet.
Als Voraussetzung beachtete Dietrich die Weitergabe der Frohen Botschaft an die Völkerwelt entsprechend Mt. 24,14 „Und es wird gepredigt werden dies Evangelium vom Reich in der ganzen Welt zum Zeugnis für alle Völker, und dann wird das Ende kommen.“ Für Dietrich war diese Aufgabe insofern dringend, aufgrund der Ahnung, dass diese Endzeit nicht mehr fern sei. „So war ihm die Mission keine ‚offene Frage‘, sondern eine selbstverständliche Angelegenheit und Aufgabe der Knechte, die auf den Herrn warten“, erläutert Direktor Dipper.
Die Liebe und der Einsatz für die Mission bedeutete für Dietrich vor allem die Nähe zu „derjenigen Mission, deren Väter württembergische Gemeinschaftsmänner gewesen sind, und deren Missionare zu einem guten Teil aus württembergischen Gemeinschaften hervorgegangen sind: die Basler Mission“.
Diese Förderung der Missionsarbeit hat sich im Umfeld der Gemeinschaftsarbeit Dietrichs auch als fruchtbar gezeigt, so dass berichtet wird: „Die Jünglinge aus den (altpietistischen) Gemeinschaften melden sich nicht selten zum Missions- die Jungfrauen zum Diakonissendienst“.

### Einsatz und Begegnungen zur Mission
So öffnete er umfassend die Kontakte der Basler Mission in die württembergischen Gemeinschaften hinein.
In seinen Schriftauslegungen hat Dietrich seinen Zuhörern die Mission am eigenen Volk wie an den anderen Völkern nahegebracht.
Das Haus Dietrichs in der Rotebühlstraße war zusammen mit den weiteren zur Verwandtschaft gehörenden Familien Zimmermann und Irion besonders gastfrei.
Für Dietrich ergaben sich viele Begegnungen mit Missionaren, beispielsweise war Frederick Franson, Mitbegründer der China-Allianz-Mission (heute Allianz-Mission), auch bei Rektor Christian Dietrich in der altpietistischen Gemeinschaft zu Gast, als er in Stuttgart bei Allianzversammlungen in der bischöflich-methodistischen Kirche, in der Wesleyanischen (siehe dazu auch Methodistische und Wesleyanische Kirchen) und der Evangelischen Gemeinschaft predigte.
In den Jahren ab 1885 gab es in Stuttgart regelmäßig Versammlungen mit „Evangelisten“, so 1885 und 1887 Otto Stockmayer, 1887 Elias Schrenk, ab da in der Regel alle zwei Jahre, 1888 Dr. Bädekeer, auch Rappard, Hudson Taylor, 1890 Georg Müller. Dietrich war ein Förderer dieser Veranstaltungen; hier wurden Gaben für die Mission gesammelt (Seemannsmission, belgische Missionskirche, Graz, Wien etc.)

### Kirchliche Fragen der Gegenwart
Im Jahr 1887 schrieb Christian Dietrich eine Schrift, die ziemliches Aufsehen innerhalb der kirchlichen Kreise erregte, mit dem Titel „Kirchliche Fragen der Gegenwart“ (105 Seiten). Darin bezeichnet er als Hauptnot der Kirche: Den geistlichen Tod vieler ihrer Glieder.
Gleichzeitig legt Dietrich dabei nachdrücklich Wert darauf, alles zu vermeiden, was separatistische Tendenzen unterstützen könnte, um sich so besser den gegenwärtigen Nöten der Landeskirchen widmen zu können.
In der Schrift plädiert Dierich für „Außerordentliche Versammlungen“, dazu bestimmt, „die Massen der toten und gleichgültigen Kirchenglieder aus ihrem Schlafe aufzurütteln“. Als Beispiel für zielgerichtete Missionsarbeit führt er das System der katholischen innerkirchlichen Mission an. Dietrich bezeichnet es als für den Protestantismus beschämend, dass das System der „inneren Mission“ zu einer Organisation für die Verteilung von „Allmosen“ verengt wurde, anstatt die Menschen „zu einem lebendigen Glauben an den Herrn Jesum und zu einer gewissen Hoffnung des ewigen Lebens“ zu führen.
Die Schrift ist für den Leser unserer Zeit immer noch (wieder) aktuell, besonders wo Dietrich die Not der volkskirchlichen Situation anspricht.
Auch während dieser Zeit wurden schon scharfe Auseinandersetzungen innerhalb des „erwecklichen“ Lagers geführt. Das Blatt der Allianz schrieb 1909 vor allem in Bezug auf die Anliegen des kritischen Kirchentreuens (= Dietrich), der jedoch nicht das Lager zu den „methodistischen“ Seiten wechselte: „Die Seele der altpietistischen Richtung ist ein sattsam bekannter, bis übers Ohr zugeknöpfter, extrem konservativer Himmelreichsbremßer, dessen Engherzigkeit an Rücksichtslosigkeit und verletzende Härte grenzt. Dieser Mann hat seinen kleinen Horizont der ganzen Richtung aufgeprägt und erhalten. Und trotz der freundlichsten und brüderlichsten Versuche, ihn auf einen anderen Standpunkt zu bringen, weicht der Mann nicht um Haaresbreite von seiner Einseitigkeit. Die Landeskirche ist ihm, trotz all ihrer Schäden, die gottgewollte Kirche, die er mit dem Altpietismus zu stützen und zu schützen sucht.“
Dietrich antwortet darauf schriftlich, vor allem mit einer Erläuterung, dass er durch seine vielen Aufgaben innerhalb seines Berufs, der Gemeinschaftsarbeit innerhalb der Landeskirche und weiteren ehrenamtlichen Aufgaben, nicht auch noch auf Versammlungen der Allianz sprechen oder „Zeltmission treiben“ könne. Dabei schlägt er vor, dass die beiden Lager nebeneinander als Brüder ihren jeweiligen Dienst versehen, und „einander helfen und trösten und uns miteinander freuen auf die Zeit, da eine Herde unter dem einen Hirten Jesus sein wird“.

### Gnadau und Unterstützung zur Bildung von Gemeinschaften in Sachsen, Bayern, Österreich
Dietrichs Anliegen war die Bildung von Gemeinschaftszusammenkünften in Württemberg. Dieser grundsätzlich innerkirchliche Standpunkt wurde in gleicher Weise von den Mitinitiatoren der ersten Gnadauer Pfingstkonferenz 1888 geteilt. Dies waren insbesondere Elias Schrenk, Jasper von Oertzen, Graf Pückler und eben auch Christian Dietrich. In dem Aufbruch zu gegenseitigen Beziehungen nach diesen Begegnungen in Gnadau wurde Dierich der erste Geschäftsführer des 1890 gegründeten „Deutschen Komitees für Gemeinschaftspflege“ (und Evangelisation – ab 1894).
Ab 1892 wurde Dietrich gerufen, auch Gemeinschaftskonferenzen im Königreich Sachsen abzuhalten. Er unterstützte wesentlich die Arbeit zur Bildung des Brüderrates für landeskirchliche Gemeinschaftspflege 1899 und nutzte danach noch oft die Ferien um dorthin zu reisen.
Ebenso weitete Dietrich die Arbeit des Philadelphia Werkes nach Österreich aus und unterstützte die Bildung von Gemeinschaften insbesondere in Graz.

### Gemeinschaftspflege und Mission
Unter der Leiterschaft von Dietrich wurden verschiedene Gemeinschaftskurse abgehalten, so auch im Januar 1914 in Stuttgart. Die Referate sind veröffentlicht unter dem Titel „Heilsweg und Reichsplan. Eine Handreichung für Bibelforscher“. Neben anderen Vorträgen, unter anderen von Dietrich „Die Zukunftshoffnung der Christusgemeinde“, sind ein Drittel der Referate Themen der Mission gewidmet, unter anderen „Geht es in unserer indischen Mission vorwärts“ oder „Wie befruchten sich Mission und Gemeinschaft gegenseitig“.
Das christliche Erholungsheim Schönblick (eingeweiht am 2. Juli 1916) als Gemeinschaftsaufgabe zwischen Basler Mission und Altpietistischer Gemeinschaft wurde durch Dietrich mitbegründet, die Aufbauarbeit vor allem durch Friedrich Braun, der zuvor zwölf Jahre die Basler Mission in Indien geleitet hatte.

## Werke
- Kirchliche Fragen der Gegenwart – ein Laienwort. Röttger, Kassel 1887[13]
- Vom Wachstum des inneren Lebens. Fünf nachgeschriebene Vorträge. Kommissionsverlag der Buchhandlung des Deutschen Philadelphiavereins, Stuttgart 1913[14]
- Heilsweg und Reichsplan. Eine Handreichung für Bibelleser. Referate des Gemeinschaftskurses 12. – 24. Januar 1914 in Stuttgart. Verlag der Buchhandlung des Deutschen Philadelphia Vereines, Stuttgart 1914[15]
- Christian Dietrich, Ferdinand Brockes: Die Privat-Erbauungsgemeinschaften innerhalb der Evangelischen Kirchen Deutschlands. Verlag der Buchhandlung des Deutschen Philadelphiavereins, Stuttgart 1903.